# Parc national Ben Boyd
Le parc national Ben Boyd est un parc national situé en Nouvelle-Galles du Sud en Australie à 382 km au sud de Sydney. Il a été nommé en l'honneur de Benjamin Boyd, un entrepreneur du XIXe siècle.